# رزان زیتونه
رزان زیتونه (عربی: رزان زيتونة؛ زادهٔ ۲۹ آوریل ۱۹۷۷) یک فعال حقوق بشر اهل سوریه است که در سال ۲۰۱۱ در انقلاب این کشور شرکت کرد. او مدیر سایت اطلاع‌رسانی حقوق بشر سوریه بود و به دلیل این که مقامات سوریه اقدام به دستگیری هر آن کس که در ارتباط با انقلاب فعالیت داشت کردند مخفی شد؛ و تا پایان سال۲۰۱۳ که توسط گروه‌های افراط‌گرای اسلامی ربوده شد همچنان به فعالیت‌های خودش در جهت افشا نقض حقوق بشر توسط رژیم سوریه ادامه می‌داد. وی همچنین برندهٔ جوایزی همچون جایزه ساخاروف و جایزه بین‌المللی زنان شجاع شده‌است.

## فعالیت‌ها
رزان زیتونه از سال ۲۰۰۴ ده‌ها مقاله و گزارش در زمینه حقوق بشر در سوریه و آزادی بیان در سایت‌های اینترنتی و در مطبوعات مختلف منتشر کرده‌است.
زیتونه در سال ۱۹۹۹ از دانشکده حقوق دمشق فارغ‌التحصیل شد و در سال ۲۰۰۱ کار خود را به عنوان وکیل آغاز کرد.
همچنین عضو گروه دفاع از زندانیان سیاسی و زندانیان عقیدتی بود و در سال ۲۰۰۵ سایت اطلاعات حقوق بشر سوریه (vdc-sy.org) را برای جمع‌آوری اطلاعات مربوط به نقض حقوق بشر توسط رژیم اسد راه اندازی کرد و به فعالیت‌هایش در کمیته کمک به خانواده‌های زندانیان سیاسی در سوریه نیز ادامه داد.
رزان بخاطر ارسال گزارش‌هایی از جنایت‌های رژیم اسد در حق مردم سوریه، در ۶ اکتبر ۲۰۱۱ موفق به دریافت جایزه آنا پولیتکوفسکایا از جمعیت حقوق بشری انگلستان بنام (RAW in War) گردید و در تاریخ ۲۷ اکتبر ۲۰۱۱ پارلمان اروپا او و چهار شهروند عرب دیگر را برای دریافت جایزه «آزادی اندیشه ساخاروف» کاندید کرد.
او به عنوان یک فعال حقوق بشر به‌همراه تعداد دیگری از فعالان حقوق بشر، کمیته‌های هماهنگی محلی در سوریه برای جمع‌آوری اسناد نقض حقوق بشر رژیم سوریه را تأسیس و خودش نقش اصلی را در برنامه‌ریزی اقدامات این کمیته‌ها ایفا می‌کرد.
رزان دوره‌های عملی وکالتش را در دفتر وکیل هیثم المالح بپایان رساند و فعالیت‌های انسانیش را در «دوما» در حومه دمشق ادامه داد.

## جوایز
- جایزه ساخاروف برای آزادی اندیشه ۲۷ اکتبر ۲۰۱۱
- جایزه سال آنا پولیتکوفسکایا ۶ اکتبر ۲۰۱۱
- جایزه ابن رشد برای آزادی اندیشه در برلین ۲۰۱۲[۷][۸]

## ناپدیدشدن در ۲۰۱۳
وب‌سایت‌های طرفدار اپوزیسیون گزارش دادند که زیتونه در ۹ دسامبر ۲۰۱۳ به همراه همسرش وائل حماده و دو همکارش سمیرا خلیل و ناظم حمادی در شهر دوما در شمال دمشق ربوده شده‌اند. تا دسامبر ۲۰۱۵، محل نگهداری آنها هنوز نامشخص و هویت آدم‌ربایان ناشناخته بود، اگرچه گمان می‌رفت که گروه شورشی اسلامگرای سلفی جیش الاسلام مسئول این عملیات باشد.
در ۱۷ فوریه ۲۰۲۰، یکی از سازمان‌های اطلاعاتی سوریه اعلام کرد که یک گور دسته جمعی را در العوب در اطراف غوطه شرقی کشف کرده‌است که حاوی حدود ۷۰ جسد است. یکی از آنها به نظر می‌رسید که رزان زیتونه باشد.
در سال ۲۰۲۰، مقامات فرانسوی مجدی مصطفی نامه (اسلام الدوش) را در ارتباط با ناپدید شدن زیتونه دستگیر کردند.
در مارس ۲۰۲۱، یک شکایت کیفری در فرانسه توسط فدراسیون جهانی جامعه‌های حقوق بشر (FIDH) و مرکز رسانه‌ها و آزادی بیان سوریه ثبت شد که جیش الاسلام را مسئول ربودن او می‌دانست.
در ژوئیه ۲۰۲۲، سرنخی که دویچه وله گزارش داد این بود که دو ماه پس از ربوده شدن، یکی از اعضای جیش الاسلام از رایانه زیتونه برای ورود به حساب‌های رسانهٰهای اجتماعی خود استفاده کرده‌است. این رایانه از طریق پروژه ای که توسط وزارت امور خارجه ایالات متحده آمریکا تأمین مالی شده بود، در اختیار زیتونه قرار گرفته بود و امکان تعیین موقعیت جغرافیایی و شناسایی کاربر را فراهم می‌کرد. تحقیقات دویچه وله نشان می‌دهد که این آدم‌ربایی توسط دو رهبر محلی جیش الاسلام، ابوقصی الدرانی و سمیر کاکه طراحی و انجام شده‌است. هنگامی که زهران علوش، رهبر وقت جیش‌الاسلام، از آدم‌ربایی مطلع شد، سعی کرد برای آزادی او و سه ربوده شده دیگر مذاکره کند. اما زهران علوش در حمله هوایی روسیه کشته شد. جانشین و پسر عموی او، محمد علوش، از ادامه پیشنهادها برای توافق خودداری کرد.